# Cruz de Vidaña
Cruz de Vidaña är en ort i Mexiko.   Den ligger i kommunen Santiago Tuxtla och delstaten Veracruz, i den sydöstra delen av landet, 400 km öster om huvudstaden Mexico City. Cruz de Vidaña ligger 97 meter över havet och antalet invånare är 461.
Terrängen runt Cruz de Vidaña är platt söderut, men norrut är den kuperad. Runt Cruz de Vidaña är det ganska tätbefolkat, med 111 invånare per kvadratkilometer. Närmaste större samhälle är San Andres Tuxtla, 14,8 km öster om Cruz de Vidaña. Omgivningarna runt Cruz de Vidaña är en mosaik av jordbruksmark och naturlig växtlighet.